# Captain of His Soul
Captain of His Soul er en amerikansk stumfilm fra 1918 af Gilbert P. Hamilton.

## Medvirkende
- William Desmond som Horace Boyce
- Claire McDowell som Annette De Searcy
- Charles Gunn som Henry Boyce
- Jack Richardson som Martin
- Walt Whitman som Ebenezer Boyce